# Los Angeles Style

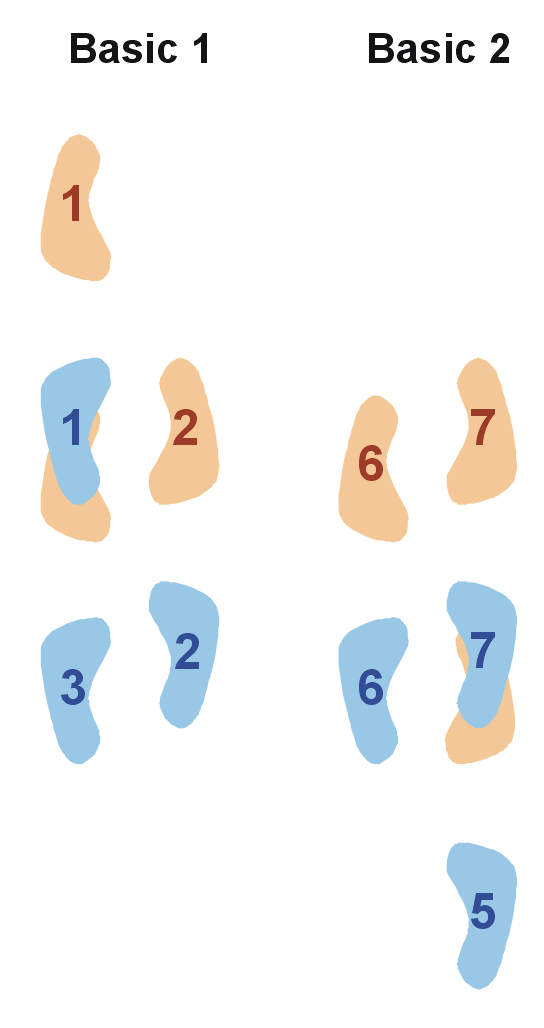
Der Los Angeles Style Basic „On 1“.

Der Los Angeles Style, entstanden zwischen 1995 und 2000, ist ein Salsa-Tanzstil. Häufig wird er als L.A. Style abgekürzt. Als erste Verbreiter gelten die Brüder Luis, Francisco und Johnny Vazquez.

## Charakteristiken
Der Los Angeles Style enthält außergewöhnlich viele choreographische Elemente und Showfiguren, was ihn insbesondere bei Kinoproduktionen, Auftritten und Tanzturnieren beliebt macht. Er wird mittlerweile häufig im allgemeinen Sprachgebrauch als Synonym für Salsa „auf 1“, „auf Linie“ genannt und wird daher mit New York Style auf 1 verwechselt. LA Style kann ausschließlich auf 1 getanzt werden (im Unterschied zu New York Style, der sowohl „auf 2“ als auch „auf 1“ getanzt werden kann). Innerhalb der Amateurszene ist Salsa „auf 1“ beliebt geworden und wird häufig auf Salsapartys getanzt; dabei haben sich führbare Figuren gegenüber choreographierten Elementen durchgesetzt. In Kontinentaleuropa beziehen sich viele Tanzschulen auf diesen Stil. Genau genommen besteht aber in der Verwendung kein wirklicher Unterschied von New York Style auf 1, LA Style und den anderen Cross Body Salsa Stilen. LA Style wurde entscheidend durch Johnny Vasquez geprägt, erfährt aber immer neue Einflüsse und Veränderungen durch die Szene, unter anderem auf Salsakongressen und Konventen. So ist Salsa den lebendigen Tanzarten zuzurechnen.
Das Betonen der “1” beim „auf 1 Tanzen“ (L.A. Style etc.) ist bei den beliebten Mischungen aus Salsa und Reggaeton (Salsaton) meist einfacher, da dort auch die 1 besser hörbar ist. Es entspricht meist mehr der im westlichen Kulturkreis üblichen Hörgewohnheiten (wie bei Rock, Volksmusik etc.). Bei vielen älteren traditionellen Salsas ist jedoch deutlicher die Betonung auf der 2 zu hören (Fania All Stars etc.) Die Betonung des Offbeats, der “2” (oft in Jazz/Black music), kommt in der deutschen Volksmusik nicht vor. Dementsprechend ist die musikalische Eingewöhnung bei Salsa „auf 1“ für Angehörige des westlichen Kulturkreise oft leichter.
Zu seinen Merkmalen gehören:
- Beim Grundschritt geht der Mann auf den ersten Taktschlag mit links nach vorne, die Frau rechts zurück.
- Die Frau fokussiert mehr die Linie als den Mann, fast jeder Schritt findet auf der Linie statt.
- Existenz längerer Phasen ohne Körperkontakt oder Führung, in denen die Tänzer für sich glänzen (Shines).[3]

Typische Figuren:
- Cross Body Lead
- Open Break
- Sombrero
- Titanic

In Deutschland ist der Salsa auf der Linie auf 1 (L.A. Style etc.) im Süden und Westen am weitesten verbreitet.